# هافتن
هافتن (به هلندی: Haaften) یک منطقهٔ مسکونی در هلند است که در نیرینن واقع شده‌است. هافتن ۲٬۸۸۱ نفر جمعیت دارد.